# 秀茂坪中
秀茂坪中（英語：Sau Mau Ping Central，代號J13）是香港觀塘區議會下轄的選區，2015年設立，2023年取消，末任區議員為民主建港協進聯盟成員張培剛。

## 範圍
選區橫跨秀茂坪及安達臣道發展計劃的地帶，由秀茂坪邨及安達邨部分樓宇組成，包括安達邨愛達樓、誠達樓，秀茂坪邨秀賢樓、秀程樓、秀慧樓、秀裕樓、秀景樓、秀緻樓以及秀茂坪邨服務設施大樓，因應原有秀茂坪南、秀茂坪北兩個選區，故以秀茂坪中為名，與其相連的選區有寶達、秀茂坪南與及秀茂坪北，投票站設於秀明小學及安達邨的竹園區神召會好鄰舍家庭中心。

## 沿革
2015年區議會選舉，選管會以寶達選區及秀茂坪南選區的人口過多，將秀茂坪邨位於秀茂坪道及秀麗街沿線的樓宇新劃為秀茂坪中選區，而秀茂坪南選區吸納寶達邨的達喜樓、達信樓和達佳樓，同時民建聯秀茂坪南區議員麥富寧退休，改由徒弟張培剛接棒，結果未有其他候選人之下，張自動當選，而秀茂坪南選區由創建力量委任議員陳耀雄轉戰直選成功而連任。
2019年區議會選舉，因應安達邨入伙而人口則多於單一選區上限，故安達邨愛達樓及誠達樓劃入本區。在溫和民主派政黨未有派人之下，素人蘇偉洋得到民主派區選聯盟認可參選本區，結果以3,872票僅敗於4,176票的張培剛。值得留意的是，張在近秀茂坪邨的秀明小學票站取得3,422票，只以不足百票之差壓倒得3,358票的蘇；而在近安達邨的竹園區神召會好鄰舍家庭中心票站，張則取得754票，以六四比之差大勝蘇的514票，可見張成功連任，安達邨票站起了關鍵作用。

## 歷屆議員
| 屆別           | 議員   | 政治聯繫 | 政治聯繫 |
| -------------- | ------ | -------- | -------- |
| 2016年－2019年 | 張培剛 |          | 民建聯   |
| 2020年－2023年 | 張培剛 |          | 民建聯   |

## 歷屆選舉結果
| 政党   | 政党   | 候选人    | 票数  | %     | ±   |
| ------ | ------ | --------- | ----- | ----- | --- |
|        | 獨立   | ①. 蘇偉洋 | 3,872 | 48.11 | N/A |
|        | 民建聯 | ②. 張培剛 | 4,176 | 51.89 | N/A |
| 多数票 | 多数票 | 多数票    | 304   | 3.78  | N/A |

| 政党   | 政党   | 候选人 | 票数     | %      | ±      |
| ------ | ------ | ------ | -------- | ------ | ------ |
|        | 民建聯 | 張培剛 | 自動當選 | N/A    | N/A    |
| 多数票 | 多数票 | 多数票 | 不適用   | 不適用 | 不適用 |